# Veronika Eyring
Veronika Eyring é uma cientista climática alemã. Dirige o Departamento de Erdsystemmodellevaluierung und -analyse no Institut für Physik der Atmosphäre do Centro Aeroespacial Alemão (DLR) e ocupa a Cátedra de Modelagem Climática na Universidade de Bremen.
Eyring está incluída na lista de pesquisadores mais citados do ISI. Seu índice h era 61 em fevereiro de 2021. Recebeu o Prêmio Gottfried Wilhelm Leibniz de 2021.

## Biografia
Estudou física em Erlangen e se formou em 1994. Obteve um doutorado em física ambiental em 1999 na Universidade de Bremen. Em 2000 foi para o Institut für Physik der Atmosphäre do DLR. Em 2008 completou a habilitação em um grupo de pesquisa júnior da Helmholtz-Gemeinschaft Deutscher Forschungszentren. Foi professora visitante do Centro Nacional de Pesquisas Atmosféricas e da Universidade de Exeter. [6] Desde 2017 é professora de modelagem climática na Universidade de Bremen.

## Obras

### Publicações selecionadas
- Eyring, V. et al. (2019). Taking climate model evaluation to the next level. Nature Climate Change, 9, 102–110. https://doi.org/10.1038/s41558-018-0355-y
- Eyring, V.;  et al. (2016). Overview of the Coupled Model Intercomparison Project Phase 6 (CMIP6) experimental design and organization. Geoscientific Model Development. 9. [S.l.: s.n.] pp. 1937–1958. doi:10.5194/gmd-9-1937-2016
- Wenzel, S., Cox, P. M., Eyring, V., & Friedlingstein, P. (2016). Projected land photosynthesis constrained by changes in the seasonal cycle of atmospheric CO 2. Nature, 538(7626), 499. https://doi.org/10.1038/nature19772
- Eyring, V. et al. (2010). Transport impacts on atmosphere and climate: Shipping. Atmospheric Environment, 44(37), 4735–4771. https://doi.org/10.1016/j.atmosenv.2009.04.059